# Jadsibey

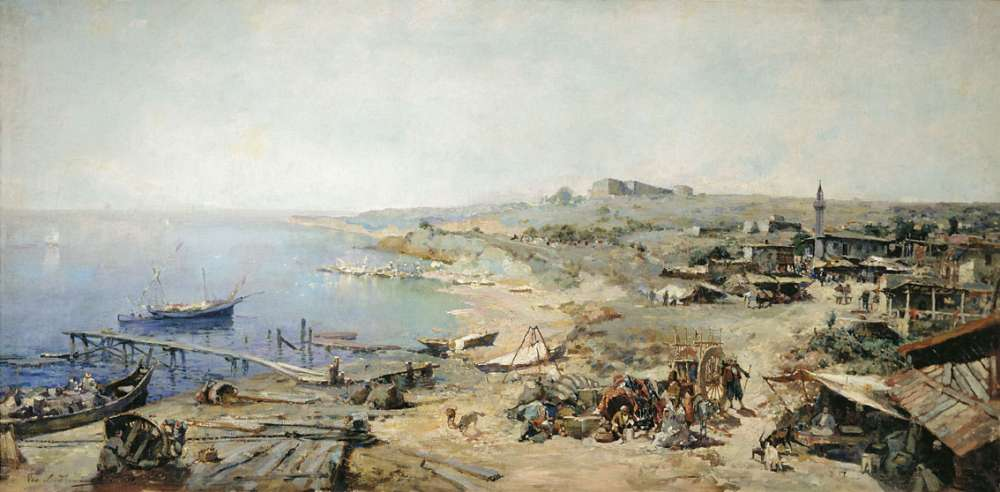
Jadzhibey (1899)

Jadsibey o Khadzhibey (en turco: Hacıbey) era un pueblecito greco-tártaro aparecido a las orillas de la bahía de Odesa, en el territorio arrebatado por Vitautas el Grande para el Gran Ducado de Lituania a la Horda de Oro, donde él ordenó construir uno de los fuertes lituanos, dispersados a lo largo de la costa del Mar Negro, y mencionado en los anales desde 1415. A partir de 1475, el territorio de Yedisán, que por unas décadas estuvo en poder de la horda independiente de Nogái, pasa al Imperio Turco. 
En 1765, cerca del pueblo, los turcos construyen el fuerte de Yení Dunyá que comienzan a llamar según el pueblo. En 1789, durante la segunda guerra ruso-turca, las tropas de Catalina la Grande toman el fuerte y el pueblo. El fuerte se destruye y a 1 kilómetro al sur, por el ingeniero holandés Franz de Volán, se construye la fortaleza nueva rusa también llamada Jadzhibey, que ahora tampoco existe. En 1794, donde la vieja población, por un decreto de Catalina la Grande y la iniciativa del conde José de Ribas se funda la ciudad de Odesa.
- Datos: Q2511180